# Хингулешть
Хингулешть, Хингулешті (рум. Hângulești) — село у повіті Вранча в Румунії. Входить до складу комуни Вултуру.
Село розташоване на відстані 164 км на північний схід від Бухареста, 20 км на південний схід від Фокшан, 52 км на захід від Галаца, 139 км на схід від Брашова.

## Населення
За даними перепису населення 2002 року у селі проживали 1269 осіб. Усі жителі села рідною мовою назвали румунську.
Національний склад населення села:
| Національність | Кількість осіб | Відсоток |
| -------------- | -------------- | -------- |
| румуни         | 1259           | 99,2%    |
| цигани         | 10             | 0,8%     |